# Gedenkteken De Leeuw
Gedenkteken De Leeuw bestaat uit een reliëf aangebracht in een blind geveldeel aan de Anne Frankstraat, Amsterdam-Centrum.
Het Verenigingsgebouw de Leeuw was gevestigd aan de Valkenburgerstraat 149. Na de capitulatie in de Tweede Wereldoorlog van Nazi-Duitsland waren daar de geneeskundige troepen van de Binnenlandse Strijdkrachten (Linie Oost) ondergebracht; ze moesten de orde in de stad handhaven omdat de geallieerden de stad nog niet waren ingetrokken. De Leeuw werd op 5 mei 1945 overvallen door een eenheid van de Grüne Polizei, een van de aanwezigen wist de post van de BS op de Nieuwe Herengracht te bereiken. De rest vluchtte naar de bovenetages van De Leeuw, maar werd even later op staat tegen de muur gezet en gefouilleerd. De gewaarschuwde BS stuurde achttien man en er ontstond een vuurgevecht tussen Grüne Polizei en BS. Daarbij lieten de leden René Pyck, Herman de Kok, Johannes van Reede en Flip B. Jernberg het leven; vijf anderen raakten gewond. Ook aan Duitse kant vielen doden en gewonden. Desalniettemin konden de Duitsers een aantal leden gevangen nemen; een bevrijding door de BS volgde weer een dag later.
Op 20 december 1947 volgde de onthulling van het reliëf gemaakt door Cephas Stauthamer door burgemeester Arnold d'Ailly. Het monogram van Stauthamer (CST) is direct onder het reliëf te vinden. Het reliëf werd direct naast de toegangsdeur geplaatst. Daaronder volgt de tekst:
5 mei 1945 sneuvelden hier by de ontzetting van hun kameraden Renee Pyck, Herman de Kok, Joh. Van Reede en Flip B.Jernberg.
De een sanering van de buurt werd gebouw De Leeuw afgebroken en het reliëf verdween in de opslag, doch werd in 1998 teruggezet in de nieuwbouw van appartementencomplex Markenhoven, dat tussen 1990 en 1999 op de zogenaamde VaRastrook (strook tussen Valkenburgerstraat en Rapenburgerstraat) verrees.

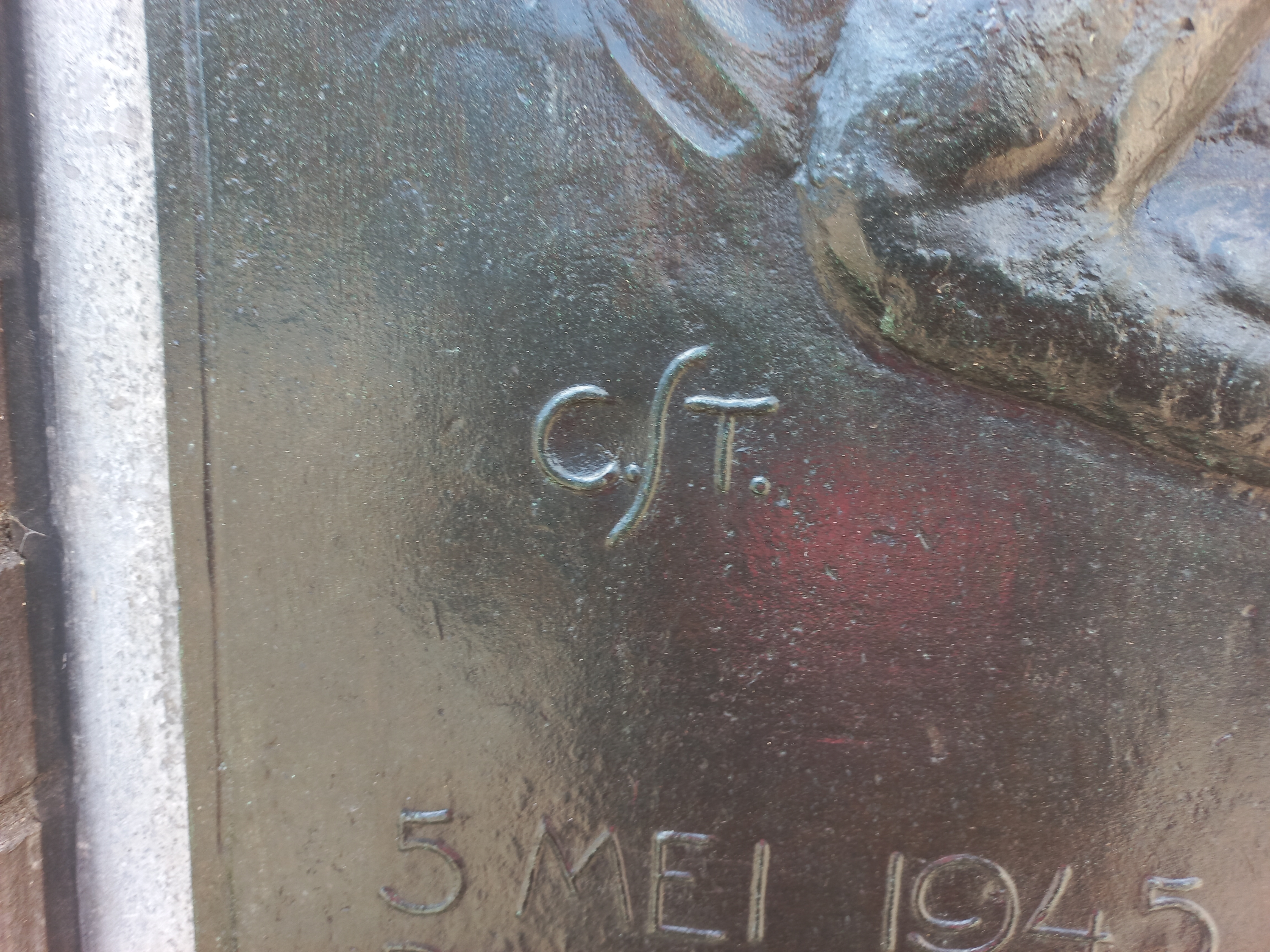
Monogram Stauthamer (juli 2022)